# Первомайський (Романовський район)
Первома́йський (рос. Первомайский) — селище у складі Романовського району Алтайського краю, Росія. Входить до складу Тамбовської сільської ради.

## Населення
Населення — 49 осіб (2010; 96 у 2002).
Національний склад (станом на 2002 рік):
- росіяни — 91 %